# Provespa
Provespa  (лат.) — род ночных роящихся общественных ос семейства Vespidae. 3 вида. Южная и Юго-Восточная Азия. Одна из наиболее высокоразвитых («эусоциальные») групп ос в семействе, отличающиеся сложным поведением и архитектурой бумажных гнёзд. Характерным морфологическим признаком являются наличие многочисленных волосков на теле и форма брюшка (у основания брюшко как бы обрублено). Оцеллии увеличенные, задние оцеллии ближе к фасеточным глазам, чем каждый из них друг к другу. Новые колонии основывают роением группы рабочих вместе с одной маткой.
Род Provespa образует сестринскую группу с кладой (Dolichovespula + Vespula), а все вместе — к более базальному роду шершней (Vespa).
В результате кладистического анализа морфологических признаков и данных митохондриальной ДНК подтверждена монофилия рода Provespa, а вид Provespa barthelemyi признан сестринским к кладе Provespa anomala + Provespa nocturna. Вид Provespa barthelemyi более широко распространён от Индии до Индокитая. Два других вида (P. anomala + P. nocturna) распространены, главным образом, на Борнео, Суматре и южной части Малайского полуострова
.
- Provespa anomala (Saussure, 1854) typus[6]
- Provespa barthelemyi (Du Buysson, 1905)
- Provespa nocturna Vecht, 1935[2]